# Itsukushima (isla)
Itsukushima (厳島, Itsukushima) es una isla ubicada dentro de la Bahía de Hiroshima, mar interior de Seto, en Japón. Es conocida popularmente como Miyajima (宮島, Miyajima). Itsukushima es parte de la ciudad de Hatsukaichi en la prefectura de Hiroshima. La isla fue el asentamiento del pueblo de Miyajima antes de que se uniera a la ciudad de Hatsukaichi en 2005. Declarada patrimonio de la humanidad por la UNESCO, su arquitectura presenta frecuentemente una relación con su entorno paisajista y natural.

## Santuario

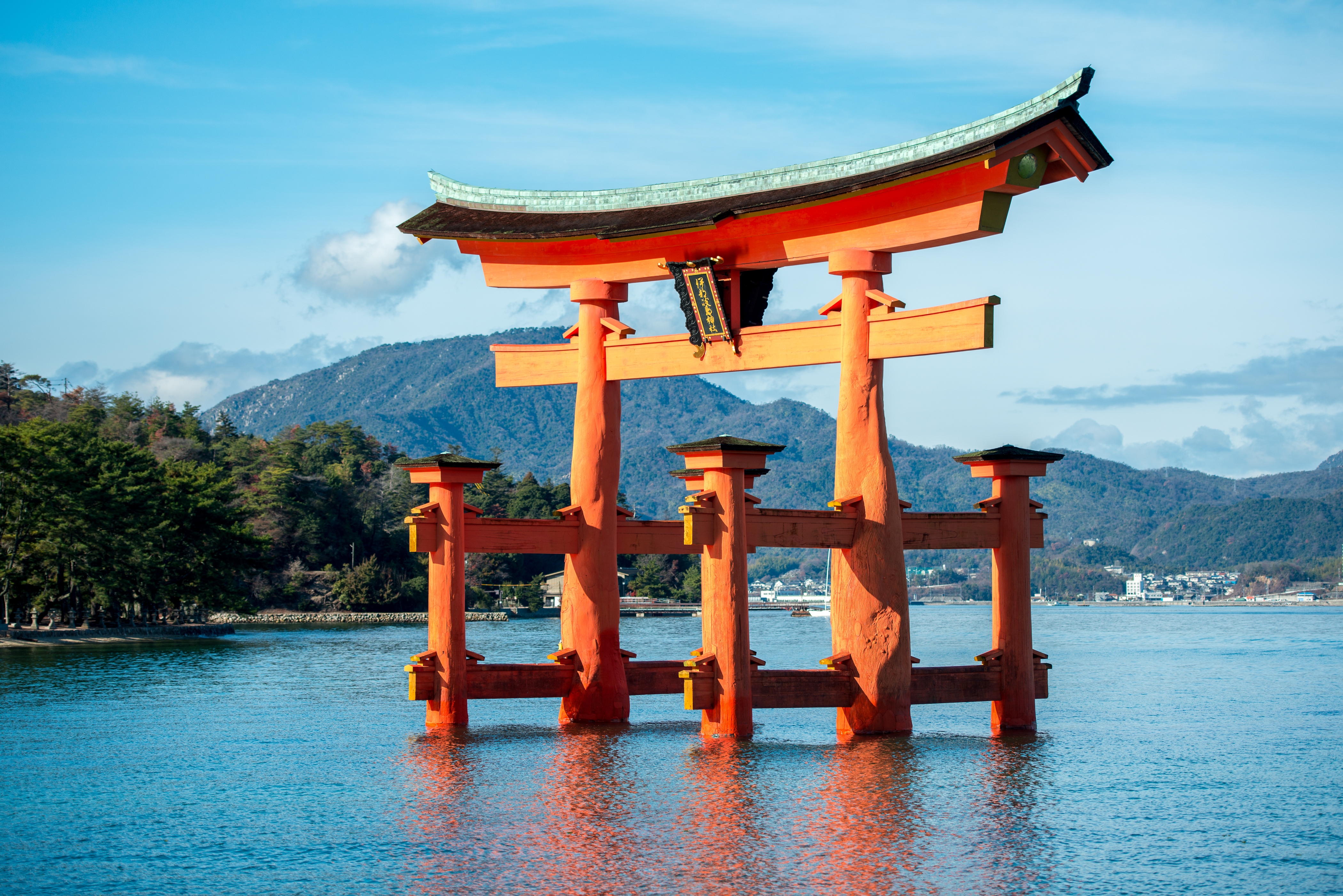
Puerta de Itsukushima.

Miyajima, ha sido venerada desde tiempos antiguos, donde se han encontrado vestigios de construcciones desde el año 593. En la isla, que posee 30 kilómetros cuadrados (11,6 mi²), se encuentra un santuario llamado Itsukushima, que es Patrimonio de la Humanidad por la Unesco desde el año 1996 y está protegido por severas leyes de conservación del patrimonio. El santuario, construido sobre el agua que es considerado como la principal atracción de la isla, está gestionado por el gobierno japonés.la deidad del mar, y se cree que la isla era objeto de culto gracias a que presenta una bahía con forma bastante cerrada, la cual es ideal para la locación de un santuario, según la antigua geomancia china Feng Shui.
El conjunto consiste en varias construcciones diseminadas en la montaña. Estos edificios, que han sido reconstruidos varias veces, constan de un Santuario Principal y varios templetes subsidiarios, conectados por caminos o galerías. El Santuario es presidido por un Otorii, un gran pórtico de color bermellón que descansa sobre el fondo del mar, sin estar empotrado en la arena. Reconstruido en madera de alcanfor en 1875 (periodo Meiji), alcanza una altura de 16 m, siendo la circunferencia de los pilares de 99 dm .
Frente al Otorii, se halla el Santuario principal, llamado Itsukushima, que consiste de 3 áreas: El Salón Santo donde los dioses habitan, (Heiden), una parte interior donde sólo los sacerdotes ingresan (Haiden), y el área externa para la adoración del público (Haraiden). Frente al Otorii se encuentra una plataforma llamada Bugaku, rodeada por linternas de bronce y en donde se llevan a cabo presentaciones musicales, como el festival de Kangensai, reminiscencia del periodo Heian que aún se lleva a cabo a mediados de verano cuando hay luna llena.
El Santuario Itsukushima ha sido reconstruido muchas veces debido a diferentes factores como desastres naturales y guerras. Es adorado por pescadores, marineros y comerciantes.

## Entorno
El pico más alto de la isla es el monte Misen (530 m s. n. m.) al cual se puede acceder por teleférico. En su cima, uno puede encontrarse con monos y ciervos que habitan en el lugar y forman parte de las atracciones. Los ciervos en la isla son considerados como animales sagrados. El servicio de ferry opera frecuentemente con el JR West (JR Miyajima ferry) y con el barco turístico Miyajima Matsudai, conectando la isla con los alrededores de Hiroshima. El trayecto dura escasos diez minutos.
La isla contiene la paleta de arroz más grande del mundo y las paletas más pequeñas son uno de los principales souvenirs de la región, además de las variedades de chocolate de queso. Los ciervos y los monos están libres por la isla y los primeros son considerados sagrados por la religión nativa Shinto porque se les consideraba mensajeros de los dioses. En la isla también está el jardín botánico natural de Miyajima.

## Historia
Durante el primer año del periodo Suiko (593) se fundó el santuario Itsukushima, construida por Saeki Kuramoto, quien fue una persona de gran influencia en Saekibe en aquel entonces.
En el año 806, durante el periodo Daido,  Kukai (Kobodaishi), tras haber regresado de China durante la dinastía T'ang, al visitar Miyajima en su camino a Kioto, lo consideró un lugar sagrado por haber sentido la presencia de espíritus en la isla, por lo que construyó un Hondo (Salón principal) en el Monte Misen y tomó la práctica Gumonji durante cien días.
Durante el año 1146 (segundo año del periodo Kyuan), Taira Kiyomori renovó el santuario Itsukushima dándole el estilo de Shinden-zukuri de culto, introdujo la danza Bugaku del templo Osaka Shitennoji y transcribió los sutras Hokekyo junto con su clan creando los pergaminos Heike. Taira Kiyomori también llevó la cultura de Kioto a Miyajima, brindando artículos de arte, como armaduras y espadas, al santuario. También consiguió aumentar el territorio del santuario. Además del clan Taira, da Kyoto también llegaron familias imperiales y nobles como los emperadores jubilados Goshirakawa y Takakura, Kenshunmonin, Kenreimonin y Tukoshi Chugu. Después de la desaparición de los Heike en Dan-no-ura, los shoguns de  Kamakura y Muromachi comenzaron a dar culto en el santuario. Se considera que la gente empezó a vivir en la isla al final de la era de Kamakura.
Durante la guerra civil (Periodo Sengoku), Ouchi Yoshitaka cometió hara-kiri en el templo Nagato-dainei por la rebelión de Sue Harukata. Después de esto, Mori Motonari, gran amigo de Yoshitaka se puso en contra de Harukata y construyó un castillo en Miyano-o, al norte de Miyajima con el fin de atraer a las fuerzas de Harukata y ahí atacarlo en septiembre de 1555 donde saldría victorioso.
Tras perder la batalla, el general Hironaka Takakane huyó a Ema-ga-dake, donde cometió hara-kiri, acto que también realizó Harukata tras huir a Oeno-ura. Esta batalla se conoce como "Itsukushima Gassen (la batalla de Miyajima)" y es una de las emboscadas más famosas en la historia de Japón.
Mori ganó la batalla contra Sue y se convirtió en un líder militar con control de más de 10 condados del distrito de Chugoku. Mori y su hijo Takamoto contribuyeron con el crecimiento de Miyajima, construyeron el santuario de Tenjinsha, reconstruyeron el puente de Soribashi y la gran puerta, así como cambiar el corredor del santuario de Itsukushima.
Toyotomi Hideyoshi ordenó a Ankokuji Ekei que construyera “la gran casa de las escrituras Budistas” en honor a los soldados que habían muerto durante la guerra de 1587, pero con la muerte de Hideyoshi en 1598 el proyecto fue abandonado.
En la época de Edo, Fukushima Masanori fue proclamado como jefe de la provincia de Akinokuni. Fukushima protegió a los comerciantes y las rutas de comercio. Debido a esto Miyajima se convirtió en un centro de comercio y en el centro de varias culturas como Kabuki, luchas de [Sumo] y lotería.
En el primer año del periodo Keio (1865), estalló la segunda guerra Choshu entre Choshu quien seguía al Emperador y al anti-shogun y el shogun de Tokugawa. Durante el segundo año del periodo Keio, el templo Daigan-ji sirvió como lugar para las negociaciones de tregua y una conferencia de cese de fuego entre un oficial (Katsu Kaishu) del shogun y un representante de Choshu (Hirosawa Saneomi).
Durante el primer año del periodo Meiji se creó el decreto que separa al budismo del Sintoísmo y esto causó que se destruyeran muchos templos por un grupo antibudismo llamado Haibutsu Kishaku. En el octavo año del periodo Meji (1876) la gran puerta fue dañada severamente y restaurada. Materiales de las ciudades de Saito y Muragume así como de Hiroshima fueron traídos para la restauración.
El primer ministro Ito Hirobumi que reinó durante 1841 y 1909, visitaba frecuentemente Miyajima y se dice que escribió los armazones que están en Misen-sanki-do y en el templo de Daigan-ji. A su vez juntó donaciones para los templos y usó su propiedad para mantener y restaurar la ruta de ascenso al monte Misen.
En el año 12 del periodo Taisho Miyajima fue considerado como lugar de importancia histórica. En el año 25 del periodo Showa (1950) fue designado como un parque nacional de Setonai-kai  y en diciembre del octavo año del periodo Heisei fue registrado como Patrimonio Mundial de la UNESCO junto con el santuario de Itsukushima.
Hoy en día Miyajima recibe un subsidio del gobierno así como donaciones de distintos lugares para poder mantener el lugar renovado y limpio.

### Cronología
- Año-Fecha-Evento[5]
- 593	-12 de noviembre -	Se funda el santuario de Itsukushima
- 806	-	Se construye un templo en el Monte Misen, por Kobo Daishi un monje Budista.
- 1146	-febrero -	Taira-no-Kiyomori es designado como gobernador de la región.
- 1167	-11 de febrero -	Taira-no-Kiyomori es designado como primer ministro.
- 1168	-noviembre	Un nuevo santuario es construido por el clan Taira.
- 1179	-29 de febrero	Itsukushima se convirtió en el vigésimo segundo santuario imperial.
- 1180	-26 de marzo	El emperador Takakura-Joko visita el santuario.
- 1189	-junio	Minamoto-no-Yoritomo, el creador del Kamakura shogun presenta un fondo para el santuario.
- 1278	-Otoño	Ippen visita el santuario.
- 1286	-19 de octubre	La “puerta” Arinoura O-torii es reconstruida.
- 1325	-25 de junio	Arinoura O-torii es destruida por un tifón.
- 1362	-1 de enero	Se consagra la deidad de Marodo.
- 1371	-Abril	Arinoura O-torii es reconstruida.
- 1389	-11 de marzo	Shogun Ashikaga Yoshimitsu visita el santuario.
- 1524	-3 de julio	El general Ouchi Yoshioki toma Itsukushima como su cuartel.
- 1525	-26 de febrero	Ouchi Yoshioki mueve su cuartel de Itsukushima a Kadoyama.
- 1540	-1 de noviembre	Ouchi Yoshioki prende fuego a Itsukushima con el fin de ganar la batalla.
- 1541	- 12 de enero	Tomoda Yorifuji traiciona a Ouchi y usa un barco pirata para atacar Itsukushima.
- 1541	- 15 de enero	Kurokawa Takano, general de Ouchi, destruye al barco pirata y empieza la reconstrucción de Itsukushima.
- 1541	- 23 de febrero	Tanamori Fusaaki es designado como sumo sacerdote.
- 1556	- Abril	Mori Takamoto construye el santuario Tenjin.
- 1561	- 4 de octubre	Mori Motonari y Mori Takamoto reconstruyen Arinoura O-torii.
- 1592	- Abril	el general Toyotomi Hideyoshi visita el santuario de Itsukushima.
- 1832	-	Itsukushima Ema-kagami se crea, una publicación con información del santuario.
- 1836	-	Itsukushima Zu-e, una publicación con imágenes de Itsukushima se crea.
- 1868	- 28 de marzo	El decreto que separa al budismo del Sintoísmo publicado y un movimiento antibudismo destruye al santuario de Itsukushima.
- 1880	- marzo	El oratorio Hozan se consagra en la pagoda de Tahoto.
- 1889	- abril	El pueblo de Itsukushima, llamado Itsukushima-cho se crea.
- 1906	- 24 de noviembre	El sendero para subir el Monte Misen se restaura con la donación de Ito Hirofumi.
- 1914	- 21 de octubre	Se pone electricidad en la oficina del santuario.
- 1920	- 10 de febrero	Los bosques de Miyajima y el santuario de Itsukushima se declaran como propiedad del gobierno.
- 1949	- enero	Reparaciones en los edificios de la isla comienzan debido al daño causado por deslaves.
- 1950	- 3 de noviembre	El pueblo Itsukushima-cho cambia su nombre a Miyajima-cho.
- 1952	- 22 de noviembre	Se declara la isla e Itsukushima como lugar histórico.
- 1954	- 20 de marzo	Se construye el templo de Kiyomori.
- 1957	- 31 de agosto	La renovación al santuario de Itsukushima es terminada.
- 1982	- septiembre	Se termina la renovación del Goju-on-to, la pagoda de 5 pisos.
- 1991	- 27 de septiembre	El santuario de Itsukushima es dañado por un tifón.
- 1995	- octubre	Se celebra el aniversario 1400 de la creación del santuario.
- 1996	- diciembre	El santuario de Itsukushima es registrado como Patrimonio Mundial Cultural.

## Galería

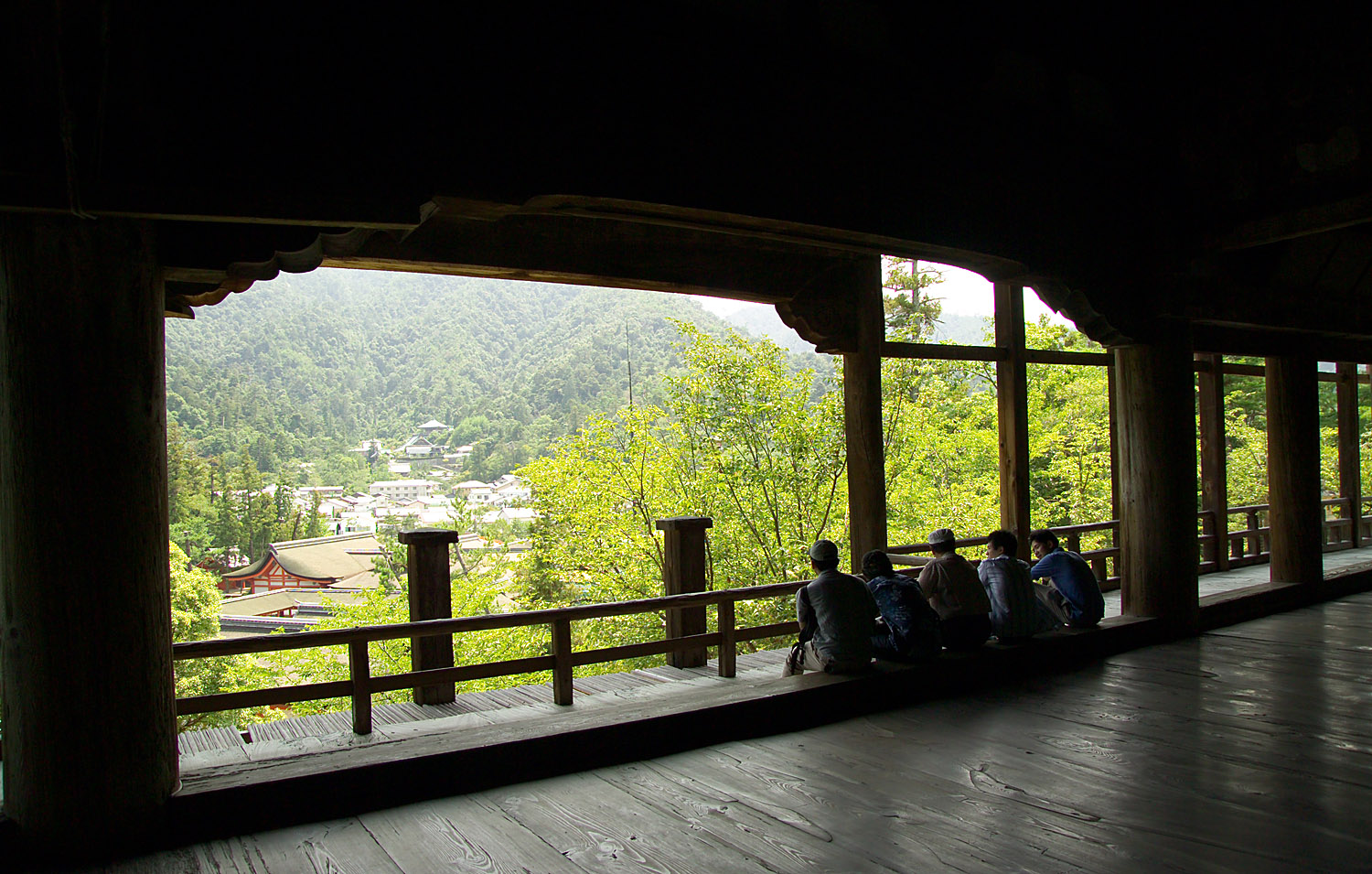
Taira no Kiyomori's Santuario Itsukushima
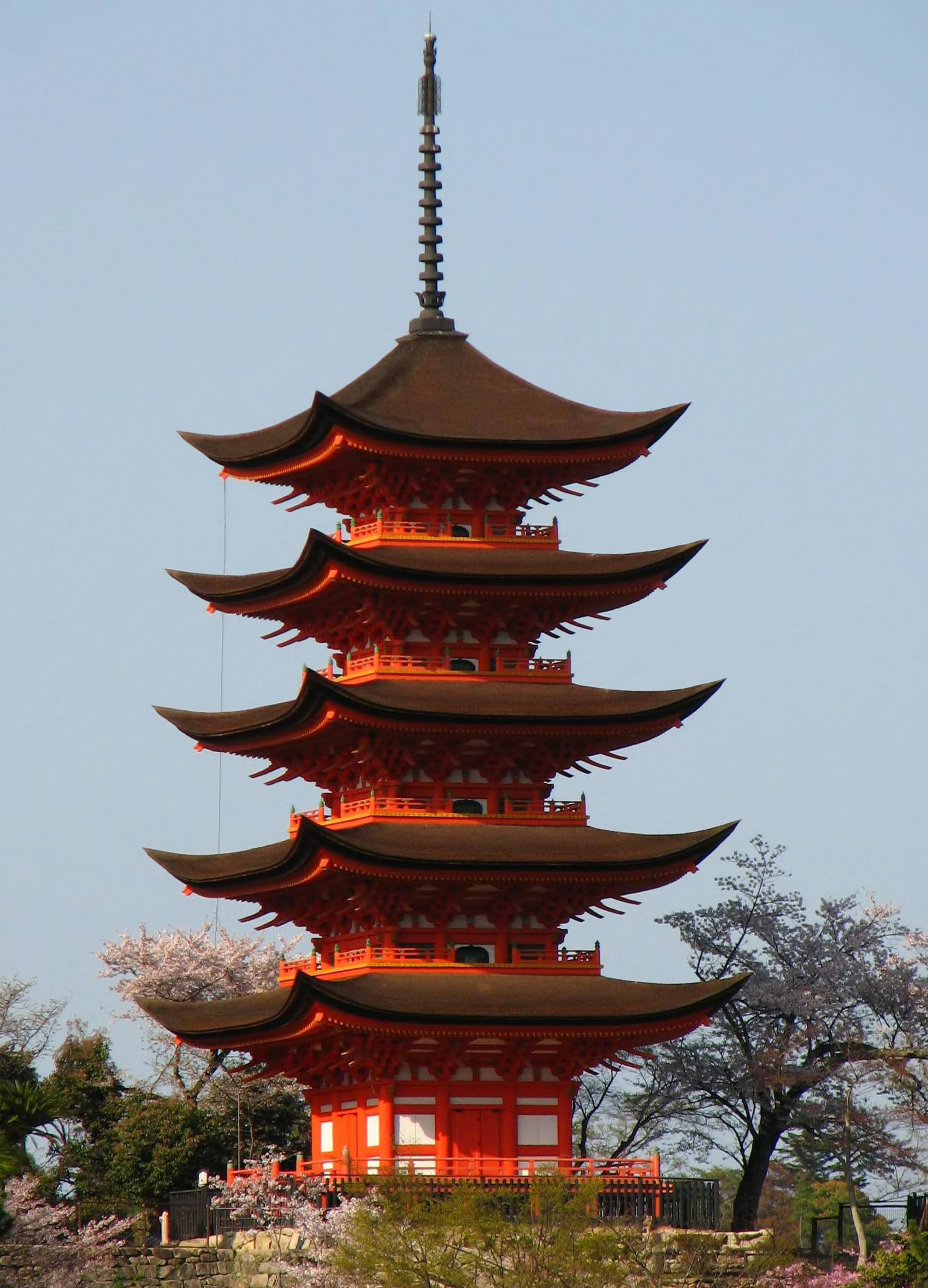
Pagoda Goju-no-to
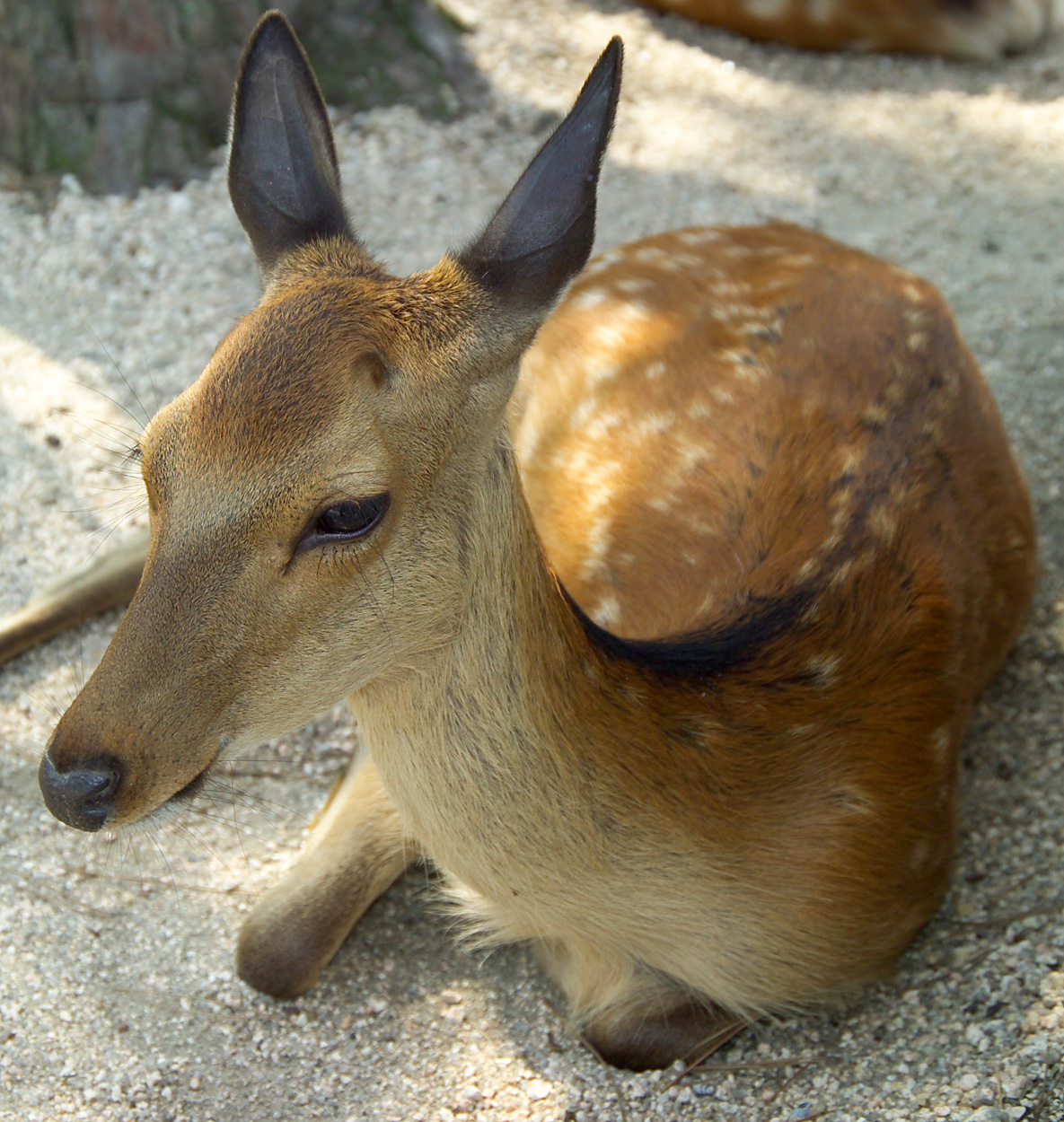
Ciervos, mensajeros divinos del Santuario Itsukushima